# Hermann Herberts
Hermann Herberts (* 4. April 1900 in Cronenberg; † 25. Dezember 1995 in Wuppertal) war ein deutscher Journalist, Politiker der USPD und der SPD. Er war Mitglied des Bundestages und Oberbürgermeister der Stadt Wuppertal.

## Leben
Nach dem Besuch der Volksschule absolvierte Herberts eine kaufmännische Ausbildung und nahm eine Tätigkeit als Industriekaufmann auf. Anschließend wechselte er zum Journalismus über und war von 1920 bis 1924 Verlagsangestellter bei der USPD-Zeitung Volkstribüne. 1925/26 bildete er sich an der Staatlichen Wirtschaftsschule Düsseldorf fort. 1927/28 war er Redakteur und Verlagsangestellter in Siegen, Iserlohn sowie bei der Freien Presse in Hagen und seit 1929 arbeitete er als Redakteur bei der sozialdemokratischen Leipziger Volkszeitung.
Nachdem die Zeitung 1933 durch die Nationalsozialisten verboten worden war, arbeitete Herberts seit 1934 als selbständiger Kaufmann in Wuppertal und betrieb dort eine kleine Werkzeugfabrik. Nach dem Zweiten Weltkrieg war er erneut journalistisch tätig und von 1946 bis 1951 als Redakteur beim sozialdemokratischen Rhein-Echo beschäftigt. Von 1953 bis 1956 leitete er die Pressestelle des DGB und von 1961 bis 1964 war er dessen Geschäftsführer.
Partei
Herberts schloss sich 1917 der USPD an und wurde nach dem Zusammenschluss der Partei mit den Mehrheitssozialisten 1922 Mitglied der SPD.

## Abgeordneter
Herberts war von 1947 bis 1949 Mitglied des Wirtschaftsrats der Bizone. Von 1952 bis 1969 war er Ratsmitglied der Stadt Wuppertal.
Dem Deutschen Bundestag gehörte Herberts vom 12. März 1964, als er für den Abgeordneten Heinrich Deist nachrückte, bis 1969 an. In der vierten Wahlperiode war er über die Landesliste der SPD Nordrhein-Westfalen ins Parlament eingezogen und in der fünften Wahlperiode vertrat er den Wahlkreis Wuppertal I.

## Öffentliche Ämter
Herberts amtierte von 1956 bis 1961 sowie von 1964 bis 1969 als Oberbürgermeister der Stadt Wuppertal.

## Ehrungen
Herberts wurde 1969 der Ehrenring der Stadt Wuppertal und am 14. April 1980 die Ehrenbürgerschaft der Stadt Wuppertal verliehen. Später wurde die Grundschule Dohrer Schule in Wuppertal-Cronenberg in Hermann-Herberts-Schule umbenannt.

## Werke
- Zur Geschichte der SPD in Wuppertal. Verl.-Anst. Freie Presse, Wuppertal-Elberfeld 1963.